# Cao Phong
Cao Phong là một huyện cũ nằm ở trung tâm tỉnh Hòa Bình, Việt Nam.

## Địa lý
Huyện Cao Phong nằm ở trung tâm của tỉnh Hòa Bình, thuộc vùng Tây Bắc Bộ. Huyện có vị trí địa lý:
- Phía đông giáp huyện Kim Bôi và huyện Lạc Sơn
- Phía tây và phía nam giáp huyện Tân Lạc
- Phía bắc giáp thành phố Hòa Bình và huyện Đà Bắc.

## Hành chính
Huyện Cao Phong có 10 đơn vị hành chính cấp xã trực thuộc, bao gồm thị trấn Cao Phong (huyện lỵ) và 9 xã: Bắc Phong, Bình Thanh, Dũng Phong, Hợp Phong, Nam Phong, Tây Phong, Thạch Yên, Thu Phong, Thung Nai.

## Lịch sử
Trước Cách mạng Tháng Tám năm 1945, Cao Phong vốn là một tổng của châu Kỳ Sơn. Tổng Cao Phong khi đó gồm 2 xã Cao Phong và Thạch Yên.
Tháng 8 năm 1954, Ủy ban kháng chiến hành chính Liên khu III quyết định chia xã Thạch Yên thành 2 xã Yên Thượng và Yên Lập; chia xã Cao Phong thành 8 xã: Dũng Phong, Nam Phong, Tân Phong, Tây Phong, Thu Phong, Xuân Phong, Đông Phong và Bắc Phong.
Ngày 8 tháng 2 năm 1968, thành lập thị trấn nông trường Cao Phong.
Ngày 28 tháng 2 năm 1985, chuyển xã Thung Nai thuộc huyện Đà Bắc về huyện Kỳ Sơn quản lý.
Ngày 1 tháng 8 năm 1994, giải thể thị trấn nông trường Cao Phong để thành lập thị trấn Cao Phong.
Ngày 12 tháng 12 năm 2001, Chính phủ ra Nghị định số 95/2001/NĐ-CP về việc chia huyện Kỳ Sơn thành hai huyện Kỳ Sơn và Cao Phong.
Sau khi thành lập, huyện Cao Phong có 13 đơn vị hành chính trực thuộc, bao gồm thị trấn Cao Phong và 12 xã: Bắc Phong, Bình Thanh, Đông Phong, Dũng Phong, Nam Phong, Tân Phong, Tây Phong, Thu Phong, Thung Nai, Xuân Phong, Yên Lập, Yên Thượng.
Ngày 17 tháng 12 năm 2019, Ủy ban Thường vụ Quốc hội ban hành Nghị quyết số 830/NQ-UBTVQH14 về việc sắp xếp các đơn vị hành chính cấp huyện, cấp xã thuộc tỉnh Hòa Bình (nghị quyết có hiệu lực từ ngày 1 tháng 1 năm 2020). Theo đó:
- Sáp nhập 3 xã: Đông Phong, Tân Phong, Xuân Phong thành xã Hợp Phong
- Sáp nhập 2 xã: Yên Lập, Yên Thượng thành xã Thạch Yên.

Huyện Cao Phong có 1 thị trấn và 9 xã như hiện nay.

## Giao thông
Đường bộ:
- Quốc lộ 6, chạy gần như theo hướng Bắc Nam cắt ngang huyện, qua thị trấn Cao Phong, nối thành phố Hòa Bình với huyện Tân Lạc.
- Đường tỉnh 12B nối đường 6 với đường 21A, bắt đầu tại ngã ba đường 6 gần dốc Cun chạy sang phía đông đi Kim Bôi.

Đường thủy: đường thủy trên hồ Hòa Bình và sông Đà.

## Văn hóa
Cao Phong là vùng đất gắn với sự nghiệp giáng thế và cứu dân của Cô Đôi Thượng Ngàn. Những dấu tích hiện nay còn ở đền Thượng Bồng Lai thị trấn Cao Phong.